# Villa cingulum
Villa cingulum är en tvåvingeart som först beskrevs av Christian Rudolph Wilhelm Wiedemann 1820.  Villa cingulum ingår i släktet Villa och familjen svävflugor. Inga underarter finns listade i Catalogue of Life.